# Ola Kalnins
Ola Kalnins, född 31 augusti 1981 i Malmö, är en svensk konstnär baserad i Malmö. Han är främst specialiserad på muralmålningar och är representerad över hela världen.
Kalnins började 1995 sin karriär som så många andra med att måla graffiti ute på stan; detta tog dok slut sedan hans mor fick reda på vad han höll på med.
Hon skaffade då en ateljé åt honom i en gammal nerlagd lagerbyggnad i Malmö. Där började en ny era i hans konstnärskap som nu även omfattar målningar för konstgallerier.